# Holenderskie linie obrony wodnej
Holenderskie linie obrony wodnej (Hollandse Waterlinies) – 135-kilometrowa linia fortyfikacji otaczająca stolicę Holandii – Amsterdam. Składa się z 45 fortów wybudowanych w odległości ok. 10–15 kilometrów od centrum miasta, a także wałów, kazamat oraz baterii artyleryjskich. Budowa umocnień trwała od 1881 roku do 1914 roku.
W 1996 roku fortyfikacje zostały wpisane na listę światowego dziedzictwa UNESCO, a w 2021 roku wpis rozszerzono o holenderskie linie wodne.